# La Gargallosa (Herba-savina)
La Gargallosa és un paratge del terme municipal de Conca de Dalt, al Pallars Jussà. És dins de l'antic terme d'Hortoneda de la Conca, en terres del poble d'Herba-savina.
Està situat a l'esquerra del riu de Carreu, a ponent del Serrat de l'Oriol, al nord-est de la Pala de la Berruga i al sud-est dels Horts de l'Orcau.

## Etimologia
Segons Joan Coromines Gargallosa és una forma derivada del nom de l'arbre de la gargalla, de l'ordre de les coníferes.